# Edith Wharton

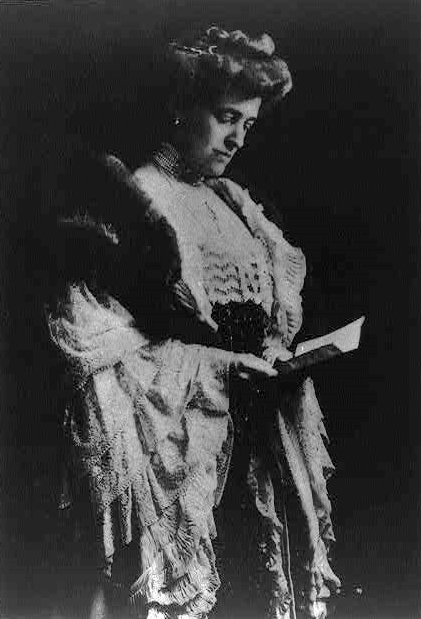
Edith Wharton, 1905

Edith Wharton, geboren Edith Newbold Jones (New York, 24 januari 1862 - Saint-Brice-sous-Forêt, 11 augustus 1937) was een Amerikaans schrijfster en architectonisch ontwerpster.

## Biografie
Wharton werd geboren in een aristocratische familie in New York, sinds 300 jaar met deze stad verbonden. Haar opvoeding draaide om perfect gedrag en publieke presentatie, een soort dwang waartegen ze de rest van haar leven zou vechten.
Als kind reeds was Wharton een ‘boekenverslindster’ en bedacht ook zelf verhalen die ze aan haar kindermeisje voorspeelde. In 1885 huwde ze de twaalf jaar oudere bankier ‘Teddy’ Wharton, zonder het geluk te vinden. Nadat ze erachter kwam dat hij geld uitgaf aan jonge vrouwen ‘vluchtte’ ze in 1908 naar Parijs, waar ze een verhouding had met journalist Morton Fullerton, de liefde van haar leven. Na drie jaar liep de relatie echter stuk. In 1913 scheidde ze uiteindelijk ook van Wharton. Vanaf die tijd reisde ze veel, werkte tijdens de Eerste Wereldoorlog als journaliste en hield in de jaren daarna veelvuldig ‘salon’ in Parijs, waar ze vriendschap sloot met literaire grootheden als F. Scott Fitzgerald, Ernest Hemingway en Henry James. In 1937 stierf ze aan een beroerte en werd begraven op het kerkhof van Versailles.

## Literair werk
Wharton staat vooral bekend als een romanschrijfster in de sociaal-psychologische traditie van Henry James. In feite zette haar eigen leven haar aan tot schrijven. Veel van haar personages zijn gebaseerd op werkelijke figuren uit het New Yorkse society-milieu waarin ze zelf opgroeide.
De meest bekende romans van Wharton zijn Het huis van vreugde (1905, over een jonge vrouw die moet kiezen tussen een man van wie ze houdt maar die materieel weinig kan bieden en een rijke man die haar onverschillig laat) en De jaren van onschuld (1920, over een jonge man die verliefd wordt op een vrijgevochten gravin, maar onder druk van zijn omgeving zijn verloofde niet laat vallen en gevangen blijft in de regels van zijn milieu). Voor het laatste boek, meermaals verfilmd ook, ontving Wharton de Pulitzerprijs.
Na 1920 werd het werk van Wharton meer satirisch van aard. Haar latere werk haalde echter nooit meer het succes van haar vroege romans. Tegen het einde van haar leven was Whartons literaire reputatie, die in de eerste decennia van de twintigste eeuw erg hoog was, sterk getaand. Pas aan het einde van de twintigste eeuw kende haar populariteit weer een zekere opleving, mede onder invloed van het feminisme.

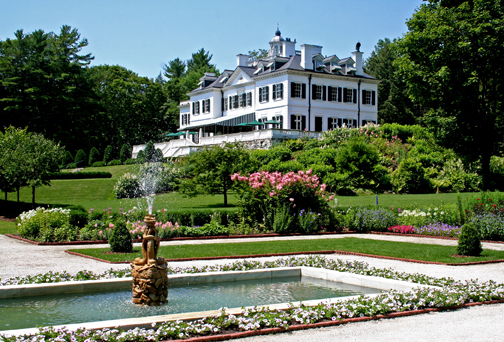
'The Mount', ontworpen door Wharton, 1902

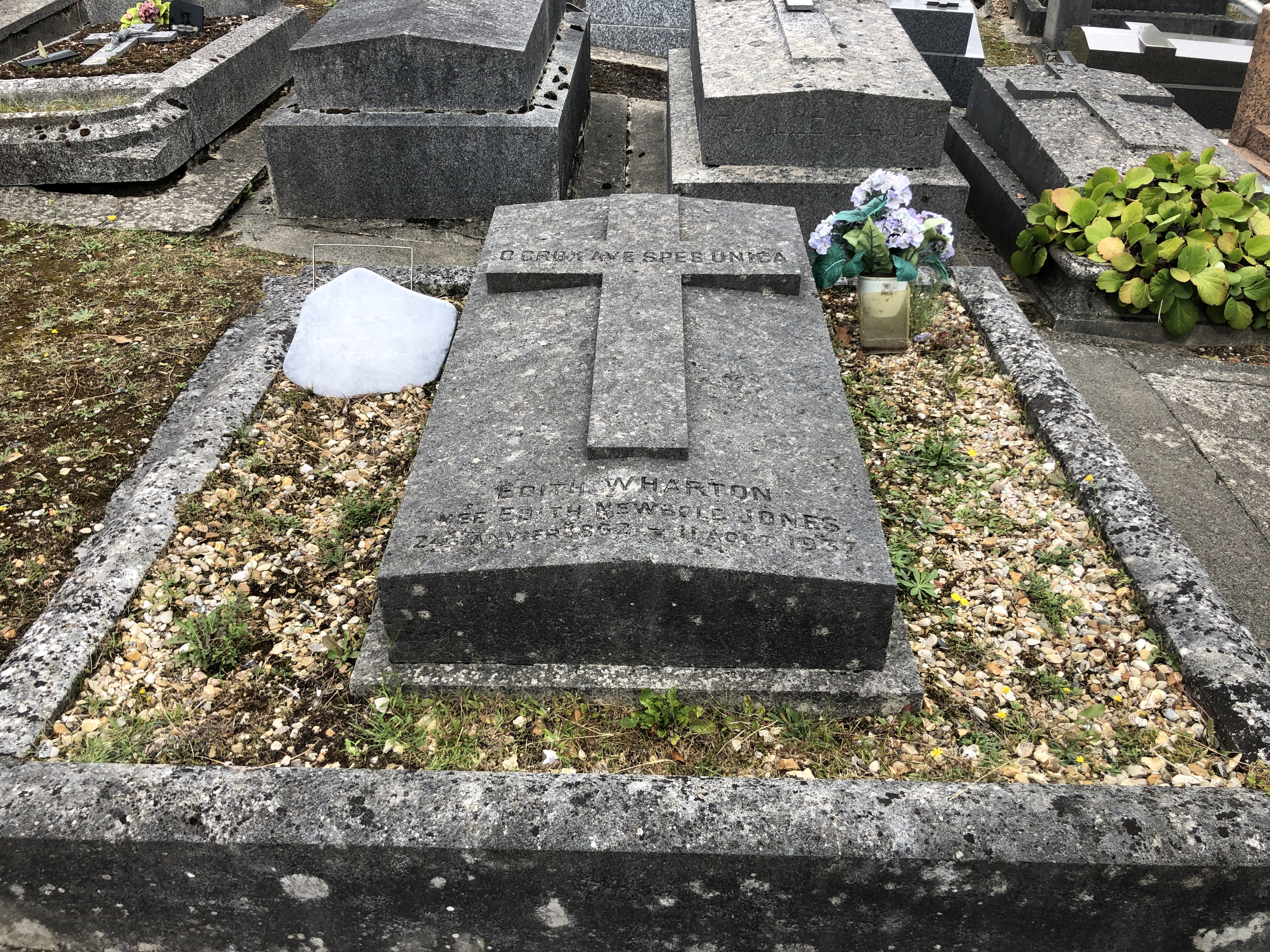
Graf

## Ontwerpster
Wharton was ook een begaafd architectonisch ontwerpster. In 1902 ontwierp ze in Lenox, Massachusetts een huis met tuinen onder de naam 'The Mount', dat nog steeds grote architectonische bekendheid geniet en een toonbeeld is van haar begaafdheid op dit terrein en haar originele ontwerpprincipes.